# 関東の駅百選

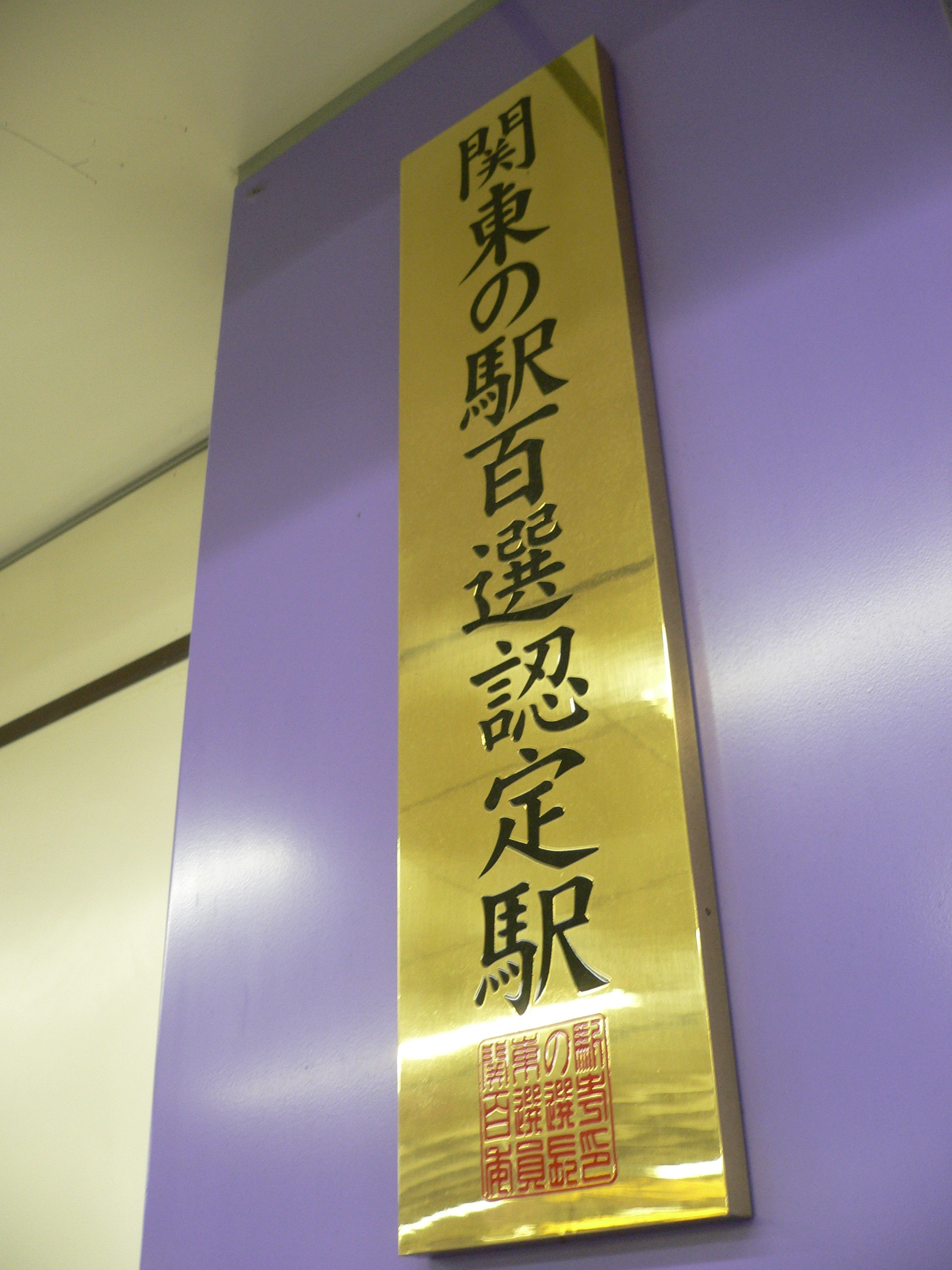
関東の駅百選認定駅に掲げられるプレート（2005年10月24日、後楽園駅にて撮影）

関東の駅百選（かんとうのえきひゃくせん）は、「鉄道の日」記念行事の一環として選定した日本の関東地方の特徴ある100の鉄道駅である。 
1997年から2001年までの4年間で、運輸省（2000年からは国土交通省）関東運輸局管内（茨城県、栃木県、群馬県、千葉県、埼玉県、東京都、神奈川県、山梨県）の特徴ある駅を公募等で募集し、選考委員会で100駅を選定した。後に中部運輸局・近畿運輸局などでも同様の企画が実施されている。
選定後、廃止になった駅があるため、現存する駅は98駅である。また現存する駅でも駅舎の建替えなどで選定理由になったものが失われている場合がある。

## 関東の駅百選 選定駅一覧

### 第1回選定駅
- 1997年（平成9年）選定

1. 東京駅（JR東日本、東京都千代田区、JR東海と東京地下鉄は選定対象になっていない）
2. 上野駅（JR東日本、東京都台東区、東京地下鉄は選定対象になっていない）
3. 原宿駅（JR東日本、東京都渋谷区） [注釈 2]
4. 国際展示場駅（東京臨海高速鉄道、東京都江東区）
5. 高尾駅（JR東日本、東京都八王子市、京王電鉄は選定対象になっていない）
6. 奥多摩駅（JR東日本、東京都西多摩郡奥多摩町）
7. 柴又駅（京成電鉄、東京都葛飾区）
8. 浅草駅（東京地下鉄（選定時は営団地下鉄）・東武鉄道、東京都台東区、東京都交通局は選定対象になっていない）
9. 三ノ輪橋停留場（東京都交通局、東京都荒川区）
10. 北鎌倉駅（JR東日本、神奈川県鎌倉市）
11. 強羅駅（小田急箱根（選定時は箱根登山鉄道）、神奈川県足柄下郡箱根町）
12. 緑園都市駅（相模鉄道、神奈川県横浜市泉区）
13. 横須賀駅（JR東日本、神奈川県横須賀市）
14. 鎌倉高校前駅（江ノ島電鉄、神奈川県鎌倉市）
15. 船橋日大前駅（東葉高速鉄道、千葉県船橋市）
16. 公津の杜駅（京成電鉄、千葉県成田市）
17. 犬吠駅（銚子電鉄、千葉県銚子市）
18. 明覚駅（JR東日本、埼玉県比企郡ときがわ町（選定時は比企郡都幾川村））
19. 長瀞駅（秩父鉄道、埼玉県秩父郡長瀞町）
20. 新守谷駅（関東鉄道、茨城県守谷市（選定時は北相馬郡守谷町））[注釈 3]
21. 真岡駅（真岡鐵道、栃木県真岡市）
22. 日光駅（JR東日本、栃木県日光市）
23. 横川駅（JR東日本、群馬県安中市（選定時は碓氷郡松井田町））
24. 水沼駅（わたらせ渓谷鐵道、群馬県桐生市（選定時は勢多郡黒保根村））
25. 河口湖駅（富士山麓電気鉄道（選定時は富士急行）、山梨県南都留郡富士河口湖町（選定時は南都留郡河口湖町））
26. 大月駅（JR東日本、山梨県大月市、富士山麓電気鉄道は選定対象になっていない）

### 第2回選定駅
- 1998年（平成10年）選定

1. 府中駅（京王電鉄、東京都府中市）
2. 溜池山王駅（東京地下鉄、東京都千代田区）
3. 国立駅（JR東日本、東京都国立市）[注釈 4]
4. 両国駅（JR東日本、東京都墨田区、東京都交通局の両国駅は当時未開業）
5. 都庁前駅（東京都交通局、東京都新宿区）
6. 三軒茶屋駅（東急電鉄（選定時は東京急行電鉄）、東京都世田谷区）
7. お台場海浜公園駅（ゆりかもめ、東京都港区）
8. 秦野駅（小田急電鉄、神奈川県秦野市）
9. 上大岡駅（京浜急行電鉄、神奈川県横浜市港南区、横浜市交通局は選定対象になっていない）
10. 桜木町駅（JR東日本、神奈川県横浜市中区、横浜市交通局と東京急行電鉄[注釈 5]は選定対象になっていない）
11. 八景島駅（横浜シーサイドライン（選定時は横浜新都市交通）、神奈川県横浜市金沢区）
12. 大雄山駅（伊豆箱根鉄道、神奈川県南足柄市）
13. センター北駅（横浜市交通局、神奈川県横浜市都筑区）
14. 航空公園駅（西武鉄道、埼玉県所沢市）
15. 館林駅（東武鉄道、群馬県館林市）
16. 西桐生駅（上毛電気鉄道、群馬県桐生市）
17. 上総鶴舞駅（小湊鉄道、千葉県市原市）[1]
18. 大多喜駅（いすみ鉄道、千葉県夷隅郡大多喜町）[1]
19. 流山駅（流鉄（選定時は総武流山電鉄）、千葉県流山市）[1]
20. 鎌ヶ谷大仏駅（京成電鉄（選定時は新京成電鉄）[2]、千葉県鎌ケ谷市）[1]
21. 印西牧の原駅（北総鉄道（選定時は北総開発鉄道）、千葉県印西市）[1]
22. 那珂湊駅（ひたちなか海浜鉄道（選定時は茨城交通）、茨城県ひたちなか市）
23. 上三依塩原温泉口駅（野岩鉄道、栃木県日光市（選定時は塩谷郡藤原町）、選定時の名称は上三依塩原駅）
24. 足利駅（JR東日本、栃木県足利市）
25. 勝沼ぶどう郷駅（JR東日本、山梨県甲州市（選定時は東山梨郡勝沼町））

### 第3回選定駅
- 1999年（平成11年）選定

1. 御茶ノ水駅（JR東日本、東京都千代田区、東京地下鉄は選定対象になっていない）
2. 御嶽駅（JR東日本、東京都青梅市）
3. 後楽園駅（東京地下鉄、東京都文京区）
4. 東久留米駅（西武鉄道、東京都東久留米市）
5. 天王洲アイル駅（東京モノレール、東京都品川区、東京臨海高速鉄道の天王洲アイル駅は当時未開業）
6. 横浜駅（JR東日本、神奈川県横浜市西区）
7. 根府川駅（JR東日本、神奈川県小田原市）
8. 片瀬江ノ島駅（小田急電鉄、神奈川県藤沢市）
9. 日吉駅（東急電鉄、神奈川県横浜市港北区、横浜市交通局の日吉駅は当時未開業）
10. 若葉台駅（京王電鉄、神奈川県川崎市麻生区）
11. 神奈川駅（京浜急行電鉄、神奈川県横浜市神奈川区）
12. 極楽寺駅（江ノ島電鉄、神奈川県鎌倉市）
13. 深谷駅（JR東日本、埼玉県深谷市）
14. 高坂駅（東武鉄道、埼玉県東松山市）
15. 三峰口駅（秩父鉄道、埼玉県秩父市（選定時は秩父郡荒川村））
16. 下仁田駅（上信電鉄、群馬県甘楽郡下仁田町）
17. 舞浜駅（JR東日本、千葉県浦安市）
18. 館山駅（JR東日本、千葉県館山市）
19. 県庁前駅（千葉都市モノレール、千葉県千葉市中央区）
20. ひたち野うしく駅（JR東日本、茨城県牛久市）
21. 鹿島大野駅（鹿島臨海鉄道、茨城県鹿嶋市）
22. 佐野駅（JR東日本、栃木県佐野市）
23. 益子駅（真岡鐵道、栃木県芳賀郡益子町）
24. 身延駅（JR東海、山梨県南巨摩郡身延町）

### 第4回選定駅
- 2000年（平成12年）選定

1. 新宿駅（JR東日本、東京都新宿区、東京地下鉄と京王電鉄、小田急電鉄、東京都交通局は選定対象になっていない）
2. 駒込駅（JR東日本、東京都豊島区、東京地下鉄は選定対象になっていない）
3. 神泉駅（京王電鉄、東京都渋谷区）
4. 羽田空港駅（京浜急行電鉄・東京モノレール、東京都大田区、京急の選定対象駅は現在の羽田空港第1・第2ターミナル駅、東京モノレールの選定対象駅は現在の羽田空港第1ターミナル駅）
5. 田園調布駅（東急電鉄、東京都大田区）
6. 銀座駅（東京地下鉄、東京都中央区）
7. 東大島駅（東京都交通局、東京都江東区）
8. 多摩センター駅（多摩都市モノレール、東京都多摩市）
9. 海芝浦駅（JR東日本、神奈川県横浜市鶴見区）
10. 鎌倉駅（JR東日本、神奈川県鎌倉市、江ノ島電鉄は選定対象になっていない）
11. 大磯駅（JR東日本、神奈川県中郡大磯町）
12. 新横浜駅（JR東海、神奈川県横浜市港北区、JR東日本と横浜市交通局は選定対象になっていない、相模鉄道・東急電鉄の新横浜駅は当時未開業）
13. 相模大野駅（小田急電鉄、神奈川県相模原市南区）
14. ゆめが丘駅（相模鉄道、神奈川県横浜市泉区）
15. 踊場駅（横浜市交通局、神奈川県横浜市泉区）
16. 西武秩父駅（西武鉄道、埼玉県秩父市）
17. 土合駅（JR東日本、群馬県利根郡みなかみ町（選定時は利根郡水上町））
18. 成田空港駅（JR東日本・京成電鉄、千葉県成田市）
19. 和田浦駅（JR東日本、千葉県南房総市（選定時は安房郡和田町））
20. 印旛日本医大駅（北総鉄道、千葉県印西市（選定時は印旛郡印旛村）、選定時は未開業）
21. 玉川村駅（JR東日本、茨城県常陸大宮市（選定時は那珂郡大宮町））
22. 騰波ノ江駅（関東鉄道、茨城県下妻市）
23. 鉾田駅（鹿島鉄道、茨城県鉾田市（選定時は鹿島郡鉾田町）、2007年廃止）[注釈 6]
24. 桜川駅（日立電鉄、茨城県日立市、2005年廃止）[注釈 7]
25. 東武日光駅（東武鉄道、栃木県日光市）

## 選定方法
選考委員により決められる。できるだけ全ての事業者の駅が選定されるように考慮されているが、選定されていない事業者もある（埼玉高速鉄道、埼玉新都市交通、山万、湘南モノレールなど）。

## スタンプラリー
関東の駅百選に関連し、時期によってはスタンプラリーも実施されている。
近年は別のイベントに切り替わったため、一部駅では通常の駅スタンプとして残っている駅もある。

### 関東の駅百選スタンプラリー
1998年から2001年まで実施された。関東の駅百選の各回の選定ごとにその選定駅を対象として行われた。スタンプの図案は駅毎に全く異なり、同じ企画で作られたとは思えないほど変化に富んでいる。

#### 第一期（1998年）
実施期間:1998年6月1日-10月9日
対象:第1回選定駅

#### 第二期（1999年）
実施期間:1999年4月15日-10月8日
対象:第2回選定駅

#### 第三期（2000年）
実施期間:2000年4月20日-10月6日
対象:第3回選定駅

#### 第四期（2001年）
実施期間:2001年4月27日-10月5日
対象:第4回選定駅

### 関東の駅百選新スタンプラリー
関東の駅百選スタンプラリー終了後の2002年から2005年まで実施された。各回違ったテーマで5コースに分け、各コース5駅ずつ（一部6駅のコースもあり）選定された。なお、無人駅でスタンプ等の管理が困難という理由で土合駅、海芝浦駅は新スタンプラリーに選定されなかったが、大多喜駅、原宿駅、水沼駅は第1回と第4回の2回選定された。スタンプの図案は長方形の二重枠の中に駅舎の絵という様式に統一された（2002年のみスタンプのサイズが他の年と比べ一回り小さい）。

#### 第1回（2002年）
実施期間:2002年4月26日-10月4日
- フォトジェニックコース

新守谷駅、上総鶴舞駅、大多喜駅、犬吠駅、公津の杜駅
- タウンコース

営団浅草駅・東武浅草駅、銀座駅、原宿駅、三軒茶屋駅、桜木町駅
- 海の見える駅コース

お台場海浜公園駅、八景島駅、横須賀駅、鎌倉高校前駅、根府川駅
- グルメコース

下仁田駅、佐野駅、那珂湊駅、秦野駅、勝沼ぶどう郷駅
- 体験コース

日光駅・東武日光駅、益子駅、水沼駅、西桐生駅、長瀞駅

#### 第2回（2003年）
実施期間:4月11日-10月3日
- 早春フラワーコース

桜川駅、明覚駅、騰波ノ江駅、館山駅、北鎌倉駅
- マリンレジャーコース

舞浜駅、和田浦駅、国際展示場駅、片瀬江ノ島駅、大磯駅
- 森林浴コース

御嶽駅、東久留米駅、高尾駅、大月駅、奥多摩駅
- おすすめデートコース

溜池山王駅、東京モノレール羽田空港駅・京急羽田空港駅、航空公園駅、神泉駅、都庁前駅
- お寺めぐりコース

鎌ケ谷大仏駅、極楽寺駅、身延駅、柴又駅、大雄山駅

#### 第3回（2004年）
実施期間:4月23日-10月1日
- 始発駅・終着駅コース

鉾田駅、流山駅、上野駅、東京駅、JR成田空港駅・京成成田空港駅
- ニュータウン散策コース

印旛日本医大駅、ゆめが丘駅、若葉台駅、ひたち野うしく駅、センター北駅
- ショッピングコース

相模大野駅、新宿駅、横浜駅、上大岡駅、天王洲アイル駅
- 学園都市コース

緑園都市駅、御茶ノ水駅、船橋日大前駅、国立駅、日吉駅
- ユニークな駅コース

東大島駅、踊場駅、深谷駅、高坂駅、田園調布駅

#### 第4回（2005年）
実施期間:4月22日-9月30日
- 四季折々の花コース

大多喜駅、館林駅、印西牧の原駅、駒込駅、三ノ輪橋
- ゆったり温泉コース

上三依塩原駅、玉川村駅、河口湖駅、強羅駅、水沼駅
- 歴史・史跡探訪コース

西武秩父駅、足利駅、府中駅、神奈川駅、鎌倉駅
- スポーツのメッカコース

鹿島大野駅、後楽園駅、両国駅、原宿駅、新横浜駅
- SL・モノレールに乗ろうコース

真岡駅、横川駅、県庁前駅、三峰口駅、多摩センター駅